# Диалектный словарь

«Словарь русских народных говоров» — крупнейший дифференциальный полидиалектный словарь русского языка

Диалектный словарь (также «областной словарь») — разновидность толкового словаря, описывающего лексику одного или группы говоров (диалектов). Становление русской диалектной лексикографии приходится на середину XIX века. Первым диалектным словарём русского языка можно считать работу «Опыт русского простонародного словотолковника» (1863—1866 гг.).
Диалектные словари являются ценным источником исследований во многих областях сравнительно-исторического языкознания: истории языка, лексикологии, морфологии, словообразования, акцентологии, этимологии, разговорной речи и др. Они имеют широкое историческое и общекультурное значение, так как помогают сохранить и постичь своеобразие видения мира носителями диалектов, почувствовать богатство и выразительность живой речи народа.
«Словарь русских народных говоров» — наиболее полный словарь, в котором представлена лексика всех диалектов русского языка. Начал издаваться в 1965 году.
В работе «Лексикография русского языка: век нынешний и век минувший» отмечается: «Современный этап развития русской диалектологии характеризуется значительной активизацией лексикографической разработки словарного состава народных говоров. В диалектной лексикографии утвердилась идея о системе словарей, описывающих диалектную лексику в полном объёме и с разных сторон».

## Классификация
По принципу отбора выделяют полные и дифференциальные диалектные словари.
По охвату территорий, выбранных для описания, различаются словари однодиалектные и многодиалектные (обобщающие).
На основании временного подхода к изучению лексики диалектные словари подразделяются на синхронные и диахронные.